# تفضض
التفضض (باللغة اللاتينية:Argyria) هو حالة مرضية تحدث نتيجة التعرض المزمن لعنصر الفضة، غبار الفضة، أو لأحد مركبات الفضة. ومن أحد العلامات المميزة لهذه المرض هو لون جلد المريض حيث يكون مائلا للزرقة أو الأزرق المخضر. التفضض قد يكون عاما أو موضعيا

## التأثير الحيوي
تناول كميات كبيرة من عنصر الفضة أو أحد مركباته بواسطة الإنسان أو الحيوان لفترة زمنية طويلة يؤدي إلى تراكمه في الجلد، وبعد تعرضه لضوء الشمس، يتحول إلى لون قاتم مكسبا الجلد هذا اللون الأزرق أو الأزرق المخضر المميز. ويمكن تشبيه هذه الحالة بما يحدث في التصوير الفوتوغرافي، فكلاهما يعتمد على تحول الفضة في الضوء إلى لون قاتم.
التفضض الموضعي يحدث نتيجة الاستخدام الموضعي لمواد تحتوي على الفضة بينما التفضض العام ينتج من ابتلاع مشتقات الفضة لفترات طويلة. التفضض هو حالة غير عكوسة أي لا يمكن اعادتها إلى الطبيعي مرة أخرى ولكن يمكن تقليل آثارها الجمالية باجتناب التعرض للشمس أو بالعلاج بالليزر والذي حقق نتائج مرضية في العلاج التجميلي لهذه الحالات.
يمكن اعتبار التفضض مشكلة جمالية اكتر منها مرضية.